# Thaksin Shinawatra
Thaksin Shinawatra (în thailandeză ทักษิณ ชินวัตร; n. 26 iulie 1949, Districtul San Kamphaeng, Provincia Chiang Mai, Thailanda) este un politician thailandez. A fost prim-ministru al Thailandei din 2001 până la alegerile din septembrie 2005 din partea Partidul Thai Rak Thai. A mai fost prim-ministru din 2005 până în 2006. În timpul mandatului său de prim-ministru, Thailanda a prosperat economic. Dar a trebuit să demisioneze în 2006 pentru că a fost supus unei lovituri de stat.

## Viața
Shinawatra s-a născut pe 26 iulie 1949 în provincia Chiang Mai.
Este căsătorit cu Pojaman Shinawatra cu care are trei copii: Phanthongtae (n. 1979), Pinthongtha (n. 1982) și Paethongtarn (n. 1987). Sora sa Yingluck Shinawatra a fost prim-ministrul Thailandei din 2011 până în 2014. În 2024 fiica sa Paetongtarn Shinawatra a devenit prim-ministru al Thailandei.

## Distincții
- cavaler al „Ordinului Chula Chom Klao”[12]
- „Ordinul Orange-Nassau”[13]
- „Ordinul Soarelui Peru”

## Cărți
- Bidhya Bowornwathana (2004). „Thaksin's model of government reform: Prime Ministerialisation through "a country is my company" approach”. Asian Journal of Political Science. 12 (1): 135–153. doi:10.1080/02185370408434237.